# Ryan Sherriff
Ryan Sebastian Sherriff (né le 25 mai 1990 à Culver City, Californie, États-Unis) est un lanceur de relève gaucher des Phillies de Philadelphie de la Ligue majeure de baseball

## Carrière
Ryan Sherriff est repêché à deux reprises par un club de la Ligue majeure de baseball alors qu'il évolue au West Los Angeles College, un collège communautaire. Après avoir repoussé l'invitation des Nationals de Washington, qui le sélectionnent au 33e tour de sélection du repêchage amateur de 2010, Sherriff signe son premier contrat professionnel avec les Cardinals de Saint-Louis, qui le repêchent en 28e ronde en 2011.
En 2016, Sherriff lance pour l'équipe d'Israël durant le tournoi de qualification à la Classique mondiale de baseball 2017. Il est sur l'effectif d'Équipe Israël mais n'entre pas en jeu durant la Classique mondiale de baseball 2017.
Il fait ses débuts dans le baseball majeur avec les Cardinals de Saint-Louis le 25 août 2017 et lance 3 manches sans accorder de point aux Rays de Tampa Bay à Saint-Louis.

## Vie personnelle
Ryan Sherriff est le petit-fils de deux survivants de l'Holocauste : sa grand-mère maternelle Helen Wildfeuer a été détenue au camp de concentration d'Auschwitz et le futur mari de celle-ci, Seymour, au camp de Bergen-Belsen, avant d'être tous deux libérés en janvier 1945.